# Olympische Sommerspiele 1988/Teilnehmer (Irland)
| Gelbes Symbol für Goldmedaillen mit stilisierten Olympischen Ringen | Graues Symbol für Silbermedaillen mit stilisierten Olympischen Ringen | Braundes Symbol für Bronzemedaillen mit stilisierten Olympischen Ringen |
| ------------------------------------------------------------------- | --------------------------------------------------------------------- | ----------------------------------------------------------------------- |
| —                                                                   | —                                                                     | —                                                                       |

Irland nahm an den Olympischen Sommerspielen 1988 in Seoul, Südkorea, mit einer Delegation von 61 Sportlern (52 Männer und neun Frauen) teil.

## Teilnehmer nach Sportarten

### Bogenschießen
- Joe Malone
Einzel: 69. Platz

- Noel Lynch
Einzel: 74. Platz

- Hazel Greene Pereira
Frauen, Einzel: 38. Platz

### Boxen
- Wayne McCullough
Halbfliegengewicht: 9. Platz

- Joe Lawlor
Fliegengewicht: 17. Platz

- John Lowey
Bantamgewicht: 9. Platz

- Paul Fitzgerald
Federgewicht: 17. Platz

- Michael Carruth
Leichtgewicht: 9. Platz

- Billy Walsh
Weltergewicht: 33. Platz

- Kieran Joyce
Mittelgewicht: 9. Platz

### Judo
- Eugene McManus
Leichtgewicht: 19. Platz

### Kanu
- Pat Holmes
Einer-Kajak, 1000 Meter: Halbfinale
Zweier-Kajak, 500 Meter: Halbfinale

- Alan Carey
Zweier-Kajak, 500 Meter: Halbfinale

- Declan Burns
Zweier-Kajak, 1000 Meter: Halbfinale

- Peter Connor
Zweier-Kajak, 1000 Meter: Halbfinale

### Leichtathletik
- Marcus O’Sullivan
1500 Meter: 8. Platz

- Gerry O’Reilly
1500 Meter: Vorläufe

- John Doherty
5000 Meter: 9. Platz

- Eamonn Coghlan
5000 Meter: Halbfinale

- Frank O’Mara
5000 Meter: Vorläufe

- Richard Hooper
Marathon: 24. Platz

- John Frances Woods
Marathon: 52. Platz

- John Treacy
Marathon: DNF

- Thomas Joseph Kearns
110 Meter Hürden: Viertelfinale

- Brendan Quinn
3000 Meter Hindernis: Halbfinale

- Jimmy McDonald
20 Kilometer Gehen: 17. Platz

- Conor McCullough
Hammerwurf: 24. Platz in der Qualifikation

- Terry McHugh
Speerwurf: 22. Platz in der Qualifikation

- Carlos O’Connell
Zehnkampf: 29. Platz

- Ann Keenan-Buckley
Frauen, 3000 Meter: Vorläufe

- Ailish Smyth
Frauen, Marathon: 46. Platz

- Marie Murphy-Rollins
Frauen, Marathon: 57. Platz

- Barbara Johnson
Frauen, 400 Meter Hürden: Vorläufe

### Radsport
- Cormac McCann
Straßenrennen, Einzel: 45. Platz
100 Kilometer Mannschaftszeitfahren: 19. Platz

- John McQuaid
Straßenrennen, Einzel: 49. Platz
100 Kilometer Mannschaftszeitfahren: 19. Platz

- Paul McCormack
Straßenrennen, Einzel: 81. Platz

- Philip Cassidy
100 Kilometer Mannschaftszeitfahren: 19. Platz

- Stephen Spratt
100 Kilometer Mannschaftszeitfahren: 19. Platz

### Reiten
- James Walsh
Dressurreiten, Einzel: 51. Platz

- Jack Doyle
Springreiten, Einzel: 20. Platz
Springreiten, Mannschaft: 11. Platz

- Gerard Mullins
Springreiten, Einzel: Finale
Springreiten, Mannschaft: 11. Platz

- Paul Darragh
Springreiten, Einzel: In der Qualifikation ausgeschieden
Springreiten, Mannschaft: 11. Platz

- John Ledingham
Springreiten, Einzel: In der Qualifikation ausgeschieden
Springreiten, Mannschaft: 11. Platz

- David Foster
Vielseitigkeitsreiten, Einzel: 16. Platz

- John Watson
Vielseitigkeitsreiten, Einzel: DNF

### Ringen
- David Harmon
Weltergewicht, Freistil: Gruppenphase

### Rudern
- Patrick McDonagh
Zweier mit Steuermann: Halbfinale

- Frank Moore
Zweier mit Steuermann: Halbfinale

- Liam Williams
Zweier mit Steuermann: Halbfinale

### Schwimmen
- Stephen Cullen
200 Meter Freistil: 50. Platz
100 Meter Rücken: 29. Platz
100 Meter Rücken: 27. Platz

- Richard Gheel
200 Meter Freistil: 57. Platz
100 Meter Rücken: 36. Platz
200 Meter Rücken: 25. Platz

- Gary O’Toole
100 Meter Brust: 34. Platz
200 Meter Brust: 18. Platz
200 Meter Lagen: 20. Platz

- Michelle Smith
Frauen, 100 Meter Rücken: 27. Platz
Frauen, 200 Meter Rücken: 17. Platz
Frauen, 200 Meter Lagen: 26. Platz
Frauen, 400 Meter Lagen: 25. Platz

- Aileen Convery
Frauen, 100 Meter Rücken: 29. Platz
Frauen, 200 Meter Rücken: 18. Platz

### Segeln
- Bill O’Hara
Finn-Dinghy: 21. Platz

- David Wilkins
Flying Dutchman: 10. Platz

- Peter Kennedy
Flying Dutchman: 10. Platz

- Aisling Byrne-Bowman
Frauen, 470er: 18. Platz

- Cathy MacAleavey
Frauen, 470er: 18. Platz

### Tennis
- Eoin Collins
Doppel: 17. Platz

- Owen Casey
Doppel: 17. Platz